# Institut d'études avancées de Paris
Pour les articles homonymes, voir IEA.

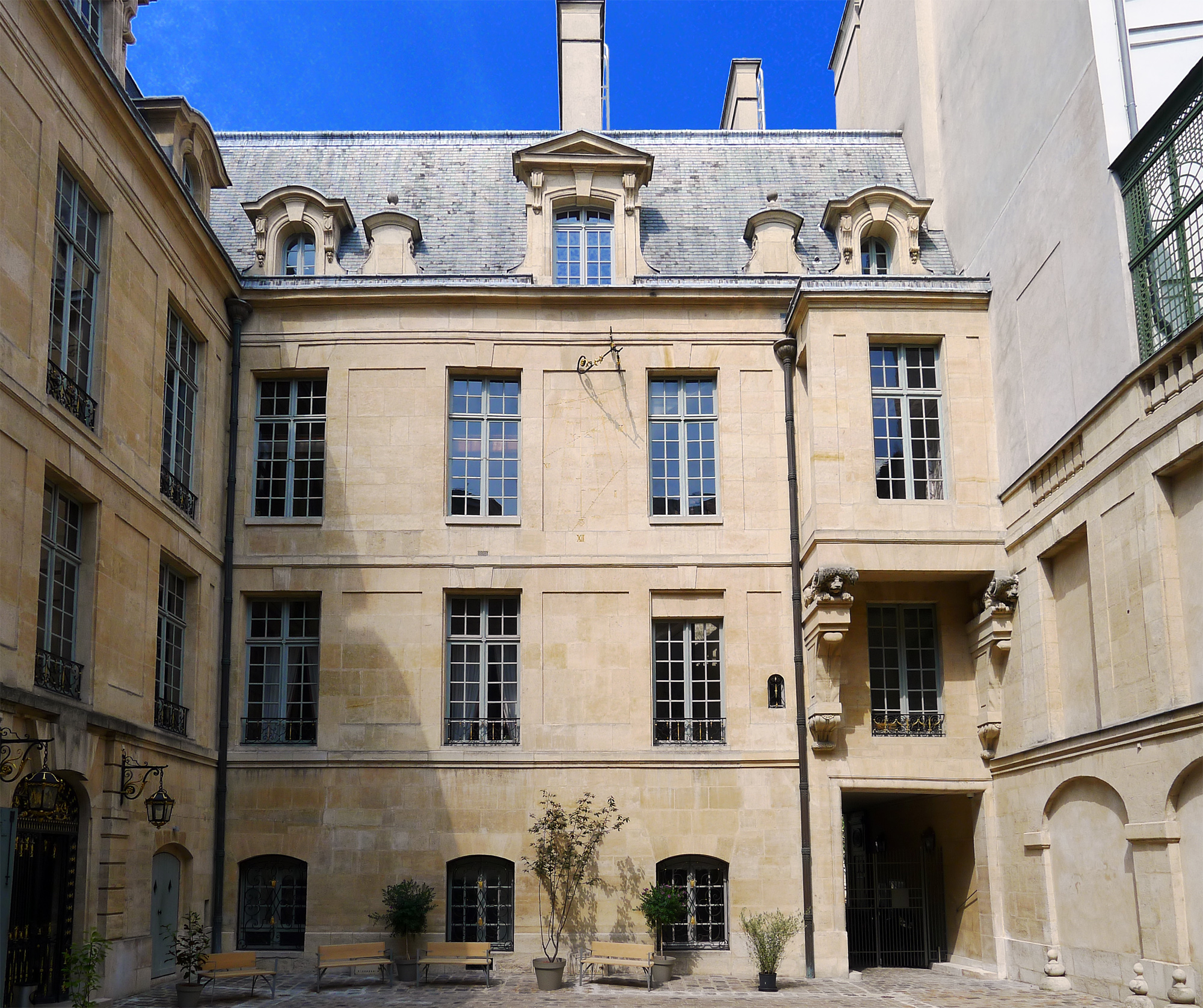
L'IEA de Paris est situé dans l'hôtel de Lauzun sur l'île Saint-Louis.

L’Institut d'études avancées de Paris (IEA de Paris) est un centre de recherche qui accueille des chercheurs du monde entier dans les domaines des sciences humaines et sociales. Il est également ouvert à d’autres disciplines, en particulier les sciences de la vie, dans le cadre de projets associant les sciences humaines et sociales. L’institut a été conçu pour stimuler la recherche de haut niveau, les échanges internationaux et interdisciplinaires ainsi que le développement de méthodes et d’objets de recherche nouveaux. Annuellement, l’IEA de Paris accueille en moyenne vingt-cinq chercheurs pour un séjour de recherche allant de cinq à dix mois.

## Histoire
L’IEA de Paris est fondé en 2008 par la Fondation Maison des sciences de l'homme (FMSH) en collaboration avec l’École des hautes études en sciences sociales (EHESS) et l’École normale supérieure (ENS Paris).
Il est inspiré par le modèle de l’Institute for Advanced Study de Princeton, fondé en 1930, qui a accueilli des chercheurs renommés comme Albert Einstein, Kurt Gödel ou Clifford Geertz.
Devenu autonome en 2011, l’institut est soutenu par la ville de Paris et le Conseil régional d’Île-de-France, le ministère de l'Enseignement supérieur, de la Recherche et de l'Innovation ainsi que par des universités franciliennes et des grands organismes de recherche.
Depuis 2013, l’IEA de Paris est installé à l’hôtel de Lauzun, un hôtel particulier du XVIIe siècle mis à sa disposition par la ville de Paris. Les résidents y bénéficient de bureaux et de salles pour l’organisation de conférences et de colloques.
L’IEA de Paris est membre du Réseau français des instituts d’études avancées (RFIEA) et du Network of European Institutes for Advanced Studies (NetIAS). L'institut est dirigé depuis 2018 par Saadi Lahlou, professeur à la London School of Economics and Political Science. La sociologue Dominique Schnapper en a présidé le conseil d’administration durant deux mandats, Bettina Laville, Conseillère d’État honoraire et fondatrice du Comité 21, lui succède à compter du 29 juin 2022.

## Recherches
Les chercheurs résidents mènent des projets de recherche qui concernent les disciplines des sciences humaines et sociales, comme l’histoire, la philosophie, la sociologie, la littérature, l’histoire des sciences et bien d’autres. Gretty Mirdal (en), directrice de l’IEA de Paris de 2012 à 2018, a élargi ce champ par la création d’un programme thématique dédié aux neurosciences.
Les projets de recherche menés à l’institut se caractérisent par une approche interdisciplinaire, le développement de nouvelles méthodologies et axes de recherche.
Les résidents ainsi que les établissements partenaires de l’institut organisent annuellement une centaine de colloques et conférences en ses locaux, abordant parfois des problèmes sociétaux majeurs.

## Résidents
Les candidatures à une résidence sont soumis à un processus d’évaluation répondant aux normes du Conseil européen de la recherche (CER). Chaque année sont sélectionnés en moyenne 25 chercheurs. Parmi les résidents accueillis figurent 
Jennifer Boittin, 
Robert Darnton,
Itzhak Fried, 
Giandomenico Iannetti, Mark Lilla,
Leonardo López Luján et Elisabeth Spelke.

## Membres
L’IEA de Paris est soutenu par le Ministère de l'Enseignement supérieur, de la Recherche et de l'Innovation, la ville de Paris, le Conseil régional d’Île-de-France et comprend des universités et établissements scientifiques situés en région parisienne :
- CNRS
- Sorbonne Université
- Université Sorbonne Nouvelle Paris 3
- Université Paris Nanterre
- Université Paris-Saclay
- Université Gustave Eiffel
- Université Paris Cité
- Université Paris I Panthéon Sorbonne
- Inalco
- EHESS
- EPHE
- ENS-PSL
- FMSH